# Apinagia kochii
Apinagia kochii là một loài thực vật có hoa trong họ Podostemaceae. Loài này được (Engl.) P.Royen mô tả khoa học đầu tiên năm 1951.